# Soulcalibur (серія відеоігор)
Soulcalibur — серія відеоігор у жанрі тривимірного файтинга з використанням холодної зброї, розроблена компанією Namco.
Перша гра серії, Soul Edge (Soul Blade за межами Японії), була випущена в квітні 1996 року у вигляді аркадного ігрового автомата (платформа Namco System 11). Згодом вона була портована на ігрову консоль Sony PlayStation. Всі наступні ігри серії називалися Soul Calibur, більша їх частина також виходила у вигляді ігрових автоматів, але деякі ігри виходили тільки на ігрових консолях.

## Ігри серії
| Рік виходу | Назва                         | Платформи                                       |
| ---------- | ----------------------------- | ----------------------------------------------- |
| 1995       | Soul Edge                     | Аркадний автомат, PlayStation                   |
| 1998       | SoulCalibur                   | Аркадний автомат, Dreamcast, Xbox 360           |
| 2002       | SoulCalibur II                | Аркадний автомат, PlayStation 2, Xbox, GameCube |
| 2005       | SoulCalibur III               | Аркадний автомат, PlayStation 2                 |
| 2007       | SoulCalibur Legends           | Wii                                             |
| 2008       | SoulCalibur IV                | PlayStation 3, Xbox 360                         |
| 2009       | SoulCalibur: Broken Destiny   | PlayStation Portable                            |
| 2012       | SoulCalibur V                 | PlayStation 3, Xbox 360                         |
| 2013       | SoulCalibur II HD Online      | PlayStation 3, Xbox 360                         |
| 2014       | SoulCalibur: Lost Swords      | PlayStation 3                                   |
| 2014       | SoulCalibur: Unbreakable Soul | iOS                                             |
| 2018       | SoulCalibur VI                | PlayStation 4, Xbox One, ПК (Windows)           |